# Barton (Nowy Jork)
Barton – miasto w Stanach Zjednoczonych, w stanie Nowy Jork, w hrabstwie Tioga.